# قصف مطار أبها الدولي
قصف مطار أبها الدولي هي مجموعة هجمات صاروخية وبطائرات مُسيّرة استهدفت مطار أبها الدولي جنوبي السعودية، شنتها حركة أنصار الله الحوثية، عبر جمهورية اليمن، ويبعد المطار حوالي مائة كيلومتر عن الحدود السعودية-اليمنية. نُفّذ الهجوم الأوّل بصاروخ كروز مُستهدفًا صالة القدوم في المطار عند الساعة 2:21 بتاريخ 12 يونيو 2019، مُخلّفًا 26 جريحًا، فيما نُفّذ الهجوم الثاني بطائرة مُسيّرة مُستهدفًا مواقف سيارات المطار عند الساعة 21:10 بتاريخ 23 يونيو 2019، وقد خلف قتيلًا وسبعة جرحى. وقد أثارت الهجمات الذي وُصِفت بالإرهابي، إدانات محلية وعربية ودولية عديدة، وأصدر مجلس الأمن الدولي بيانًا نص على أن هذه الهجمات «ضد المملكة العربية السعودية والمنطقة، ينتهكان القانون الدولي ويهددان السلم والأمن الدوليين.»
وقد أعلن المتحدّث باسم قوات التحالف العربي لدعم الشرعية في اليمن، العقيد تركي المالكي، عقب الهجوم الأوّل «أن هجومًا إرهابيًا حوثيًا استهدف مطار أبها الدولي جنوبي السعودية».

## الموقع
مطار أبها الدولي، وهو مطار دولي-يقع في الاتجاه الجنوبي الغربي من مدينة أبها بمنطقة عسير جنوب غرب السعودية بحوالي 18 كيلومترًا. يبعد المطار حوالي مائة كيلومتر شمالي الحدود السعودية مع اليمن.

## الهجمات

### الهجوم الأوّل
استهدف الهجوم الصاروخي الأوّل صالة القدوم في المطار عند الساعة 2:21 بتاريخ 12 يونيو 2019، وأعلنت قناة المسيرة الفضائية المملوكة للحوثيين، أن حركة أنصار الله الحوثية قد شنّت الهجوم بصاروخ كروز على المطار. جُرح جراء الهجوم ستة وعشرين شخصًا مدنيًا على الأقل من المسافرين، وهم من جنسيات مختلفة، من بينهم ثلاث نساء (سعودية، يمنية، هندية)، إضافة إلى طفلين سعوديين، وقد نقل ثماني حالات من الجرحى المصابين بإصابات متوسطة، إلى المستشفى لتلقي العلاج، بينما عولج ثمانية عشر مُصابً في المطار.
عدا عن الإصابات البشرية، خلّف الهجوم الحوثي، بعض الخسائر المادية بصالة القدوم في المطار. وبعد ساعات من الهجوم، أعلنت هيئة الطيران المدني السعودي، إن حركة الملاحة في مطار أبها الدولي تسير بشكل طبيعي.

### الهجوم الثاني
نُفِّذ الهجوم الثاني بواسطة طائرة مُسيّرة، استهدفت مواقف سيارات المطار عند الساعة 21:10 بتاريخ 23 يونيو 2019، وقد خلف الهجوم قتيلًا سوريًّا، إضافة إلى سبعة جرحى.

### الهجوم الثالث
نفذ الحوثيون الهجوم الثالث باستخدام طائرة بدون طيار عند الساعة 12:35 من صباح 02 يوليو 2019، وأدى الهجوم لإصابة 8 سعوديين ومقيم هندي.

### الهجوم الرابع
استهدف الحوثيون المطار بصاروخ كروز، عند الساعة 23:35 من مساء 28 أغسطس 2019م، ولم يسفر الهجوم عن إصابات.

## ردود الفعل على الهجمات

### عربيًا
- الكويت:[10] في بيان لها، أعربت وزارة الخارجية الكويتية: «عن إدانة واستنكار دولة الكويت الشديدين للاعتداء الإجرامي الآثم الذي تعرض له مطار أبها في المملكة العربية السعودية الشقيقة وأدى إلى إصابة عدد من الأبرياء». وأوضح البيان أن الهجوم «يمثلُّ تصعيدًا خطيرًا وتقويضًا للجهود المبذولة للوصول إلى حل سياسي،» مؤكدة «وقوف دولة الكويت التام إلى جانب الأشقاء في المملكة وتأييدها ومساندتها لها في كل ما تتخذه من اجراءات لصيانة أمنها واستقرارها.»
- البحرين:[11] في بيان لها، دانت وزارة الخارجية البحرينية الهجوم الصاروخي، واصفة إياه: «بالعمل الإرهابي الذي قامت به ميليشيات الحوثي المدعومة من إيران في اليمن،» مضيفة هو «عمل إجرامي جبان آخر يستهدف المدنيين الأبرياء، ويخالف كل القوانين الدولية الإنسانية والأعراف الدولية.»
- اليمن:[12] وصف المتحدث باسم الحكومة اليمنية، راجح بادي، يوم الأربعاء 12 يونيو 2019، الهجوم الصاروخي بالعمل الإرهابي، قائلًا: «استهداف مطار أبها من قبل ميليشيات الحوثي عمل إرهابي من الطراز الأول، مؤكدًا أن الانقلابيين لا يفهمون لغة الحوار بل لغة القوة.» مضيفًا: «لم يبق أمام التحالف والشرعية سوى العمل العسكري لإنهاء الإرهاب الحوثي.»
- فلسطين:[13] أدان الرئيس الفلسطيني، محمود عباس الهجوم، مطالبًا «الجميع بإدانة استهداف مطار أبها.»
- مصر:[14] في بيان صادر عن وزارة الخارجية المصرية، أدانت مصر الهجوم «بأشد العبارات»، وأكّدت «على وقوفها حكومةً وشعبًا مع حكومة وشعب المملكة العربية السعودية الشقيقة في مواجهة أي محاولة لاستهداف أمنها واستقرارها، مشددةً على ضرورة الوقف الفوري لأي استهداف للأراضي السعودية.»
- الأردن:[15] دانت وزارة الخارجية وشؤون المغتربين، بأشد العبارات «الهجوم الإرهابي الذي استهدف مطار أبها الدولي في المملكة العربية السعودية الشقيقة من قبل ميليشيات الحوثي،» مشدّدة على أن «أي استهداف لأمن المملكة العربية السعودية هو استهداف لأمن المنطقة»، مضيفة «أن أمن السعودية وأمن الأردن واحد.»
- الإمارات العربية المتحدة:[16] استنكرت وزارة الخارجية الإماراتية الهجوم الذي وصفته بالإرهابي، معتبرة إياه «دليلًا جديدًا على التوجهات الحوثية العدائية والإرهابية والسعي إلى تقويض الأمن والاستقرار في المنطقة.»

### دوليًا
- في 12 يونيو 2019، قال التحالف العربي لدعم الشرعية في اليمن في بيان له: «استهداف مطار أبها يثبت حصول هذه الميليشيا الإرهابية على أسلحة نوعية جديدة، واستمرار النظام الإيراني بدعم وممارسة الإرهاب العابر للحدود»، مضيفًا «قد يرقى إلى جريمة حرب».
- في 17 يونيو 2019، أدان مجلس الأمن الدولي في بيان له «بأشد العبارات» الهجوم الأوّل الذي استهدف مطار أبها الدولي، وأبدى أعضاء مجلس الأمن تعاطفهم مع الضحايا والحكومة السعودية، وتمنوا الشفاء العاجل للمصابين، وأكدت الدول الأعضاء «أن هذا الهجوم، والتهديد بوقوع مزيد من الهجمات ضد المملكة العربية السعودية والمنطقة، ينتهكان القانون الدولي ويهددان السلم والأمن الدوليين».[17]